# اندرسون لوپز
اندرسون خوزه لوپز دو سوزا (متولد ۱۵ سپتامبر ۱۹۹۳)، معروف به اندرسون لوپز، فوتبالیست برزیلی است که به عنوان مهاجم در پرسپولیس  بازی می‌کند.

## حرفه باشگاه

### برزیل
اندرسون لوپز در رسیفی، پرنامبوکو متولد شد و پس از آغاز فعالیت در اینترناسیونال، در سال ۲۰۱۱ به مجموعه جوانان آووا پیوست. او اولین بازی حرفه ای خود را در ۲۹ نوامبر ۲۰۱۳ انجام داد، و به عنوان جانشین نیمه دوم در پیروزی ۱–۰ خانگی مقابل بوآسپورت به میدان رفت.
در سال ۲۰۱۴ اندرسون لوپز به مارکلیو دیاس قرض داده شد. او پس از به ثمر رساندن شش گل در تنها ۱۶ بازی، او به آووا برگشت و در مرحله دوم به تیم اصلی اختصاص یافت.
در ۱۴ مه ۲۰۱۴، اندرسون لوپز اولین گل‌های خود را برای لیائو در پیروزی ۲–۱ خانگی مقابل آسا، در کوپا دو برزیل به ثمر رساند.
او سال را با ۳۳ بازی در لیگ و چهار گل به پایان رساند، او همچنین به سیری A ارتقا یافت.
در ۱۰ مه ۲۰۱۵ اندرسون لوپز اولین بازی خود را با سیری آ آغاز کرد و در بازی خانگی ۱–۱ مقابل سانتوس مساوی شد.

### سانفرسه هیروشیما
در ۱۰ ژوئیه ۲۰۱۶، اندرسون لوپز به‌طور قرضی به تیم باشگاه فوتبال سانفریس هیروشیما پیوست.

### اف سی سئول
در ۱۲ فوریه ۲۰۱۸، اندرسون لوپز به صورت قرضی به تیم اف سی سئول در کی لیگ پیوست. در نوامبر ۲۰۱۸ او به دلیل نگرش ضعیف از میادین مسابقه حذف شد و در پایان فصل ۲۰۱۸ این باشگاه را ترک کرد که در این مدت ۶ بار در ۳۰ بازی در لیگ به ثمر رساند.

### کونسادول ساپورو
در تاریخ ۱ ژانویه سال ۲۰۱۹، اندرسون لوپز با کونسادول ساپورو با طرفداری جی لیگ قرارداد منعقد کرد.درسال ۲۰۲۱ به تیم ووهان پیوست نیم فصل در این تیم بود و سال ۲۰۲۲ به یوکوهاما مارینوس پیوست 